# Darío García
Darío Miguel García (29 oktober 1961) is een Argentijnse assistent-scheidsrechter, die ook internationaal actief is. 
García vlagde onder meer tijdens de finale van de Copa Libertadores in 2003, tussen Boca Juniors en River Plate. Tijdens het WK in 2006 was hij een van de assistenten van Horacio Elizondo, die onder meer de openingswedstrijd Duitsland - Costa Rica en de finale tussen Italië en Frankrijk leidde.